# Tylophora badia
Tylophora badia är en oleanderväxtart som först beskrevs av Ernst Meyer, och fick sitt nu gällande namn av Rudolf Schlechter. Tylophora badia ingår i släktet Tylophora och familjen oleanderväxter. Utöver nominatformen finns också underarten T. b. latifolia.